# Литовчин, Михаил Аронович
Михаи́л Аро́нович Лито́вчин (4 апреля 1928 года, Одесса, Украинская ССР, СССР — 12 мая 1998 года, Москва, Россия) — советский и российский режиссёр театра, кино и телевидения, педагог. Основатель и первый ректор Гуманитарного института телевидения и радиовещания (Москва). Лауреат Государственной премии РСФСР имени братьев Васильевых (1980).

## Биография
Окончил Одесское театрально-художественное училище и Всесоюзный заочный юридический институт (в н.в. — Московский государственный юридический университет)
В начале карьеры работал в театральном коллективе Одесского военного округа и в Одесском клубе моряков, затем — в Одесской студии телевидения.
С конца 1960-х годов работал режиссёром Главной редакции пропаганды ЦТ СССР.
Являлся одним из главных инициаторов перехода работы телевидения СССР на технологии электронного монтажа. На протяжении многих лет создавал цикл телепередач по письмам в ЦК КПСС «Решается на месте», что считалось одним из самых опасных жанров в советской тележурналистике.
В 1980 году удостоен Государственной премии РСФСР имени братьев Васильевых за цикл документальных телефильмов: «Русское поле», «Трудная земля», «Обновление», «Первые всходы», «Вторая целина», «Дом за околицей» производства ЦТ СССР.
В 1994 году основал Гуманитарный институт телевидения и радиовещания, который впоследствии был назван его именем.
Скончался 12 мая 1998 года на 71-м году жизни. Похоронен на Миусском кладбище.

## Фотографии из семейного архива

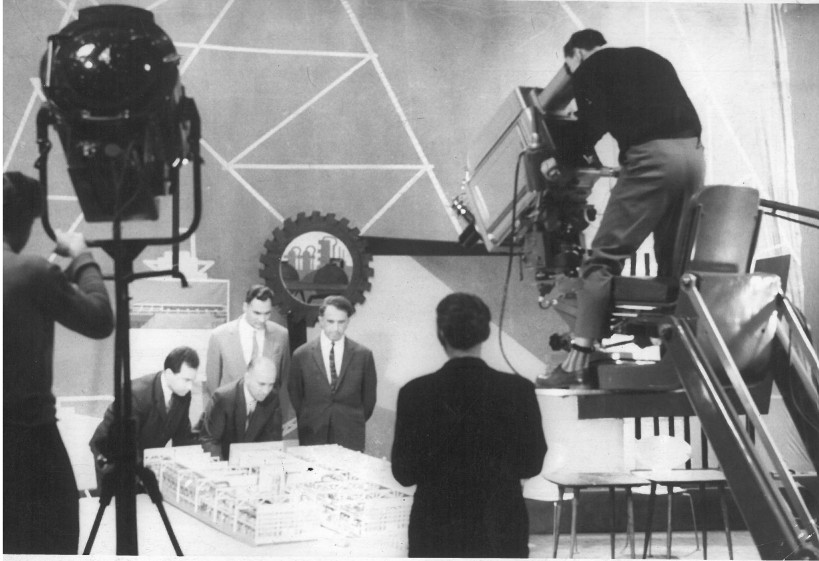
Работа съемочной бригады М. А. Литовчина в Останкино

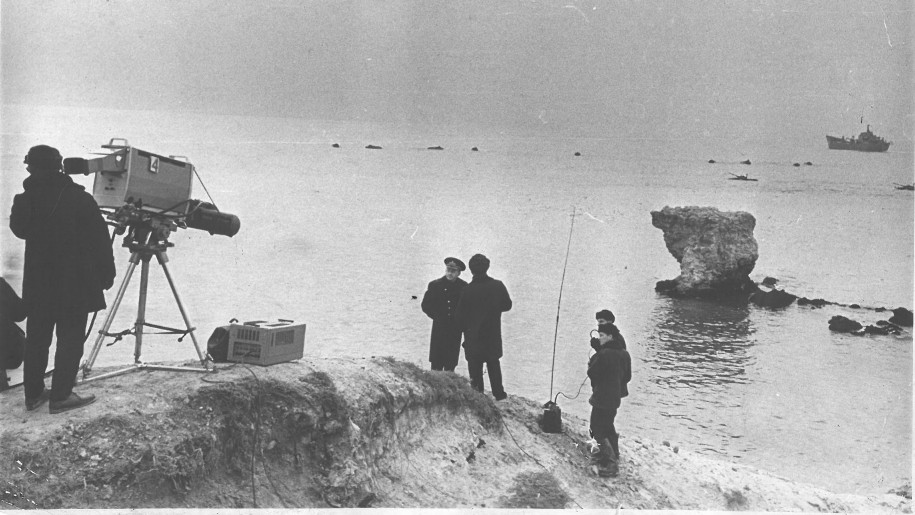
Работа съемочной бригады М. А. Литовчина на Северном флоте

Могила Литовчина на Миусском кладбище Москвы.